# Astragalus hafez-shirazi
Astragalus hafez-shirazi es una especie de planta del género Astragalus, de la familia de las leguminosas, orden Fabales.

## Distribución
Astragalus hafez-shirazi se distribuye por Irán.

## Taxonomía
Fue descrita científicamente por Parsa. Fue publicada en Kew Bull. 3(2): 194 (1948).